# Шороховське сільське поселення
Шо́роховське сільське поселення (рос. Шороховское сельское поселение) — муніципальне утворення у складі Ісетського району Тюменської області, Росія.
Адміністративний центр — село Шорохово.

## Історія
До 2004 року у складі Шороховської сільської ради перебувало також селище Новикова, яке потім було передане до складу Красновського сільського поселення.

## Населення
Населення — 2292 особи (2020; 2308 у 2018, 2378 у 2010, 2594 у 2002).

## Склад
До складу поселення входять такі населені пункти:
| Населений пункт   | Населення, осіб (2002) | Населення, осіб (2010) |
| ----------------- | ---------------------- | ---------------------- |
| Зерновий, селище  | 166                    | 150                    |
| Ішимський, селище | 196                    | 160                    |
| Шорохово, село    | 2232                   | 2068                   |